# ARA Buenos Aires (1896)
«Буенос-Айрес» (ісп. ARA Buenos Aires) — бронепалубний крейсер військово-морських сил Аргентини кінця XIX століття.

## Історія створення
Бронепалубний крейсер «Буенос-Айрес» був одним із найвдаліших із так званих «елсвікських» крейсерів, аналогом чилійського «Бланко Енкалада». Він був закладений у лютому 1893 року на верфі фірми в місті Ньюкасл-апон-Тайн. 27 листопада того ж року крейсер був придбаний Аргентиною та названий «Буенос-Айрес».
Спущений на воду 10 травня 1895 року, вступив у стрій у лютому 1896 року.

## Конструкція
Крейсер мав гладкопалубний корпус із дерев'яно-мідною підводною обшивкою. Подвійне дно простягалось на всю довжину корабля.
Силова установка складалась із 8 парових котлів та 2 вертикальних парових машин потрійного розширення потужністю 13 292 к. с., що забезпечувала швидкість 22,9 вузла. Запас вугілля становив 1000 тонн.
Корабель був озброєний англійською скорострільною артилерією. У носовій та кормовій частинах розміщувалися 203-мм гармати Армстронга, шість  152-мм гармат розміщувались вздовж бортів у носовій та кормовій частинах, а шість 120-мм розміщувались у районі міделя.

## Історія служби
Після прибуття в Аргентину та машинних випробувань і стрільб «Буенос-Айрес» був включений до складу 1-ї Дивізії кораблів. В 1902 році він брав участь у великих маневрах флоту.
В 1906 році крейсер вирушив бо Великої Британії, де на ньому було проведене відновлення озброєння. У 1912 році він знову прибув до Британії на коронацію короля Георга V.
В 1926 році крейсер доставив екіпаж іспанського літака, який здійснив 51-годинний переліт з Іспанії до Буенос-Айреса.
В 1932 році корабель був виключений зі складу флоту і проданий на злам у 1935 році.